# Mario Schönenberger
Mario Schönenberger (* 19. Mai 1986 in Wil SG) ist ein ehemaliger Schweizer Fussballspieler.

## Karriere
Mario Schönenberger spielte im Nachwuchs des FC Wil, als er 2002 im Alter von 16 Jahren an den FC Bazenheid ausgeliehen wurde und für die erste Mannschaft 18 Spiele bestritt. Auf die nächste Saison hin erfolgte die Rückkehr zum damals in der Super League spielenden FC Wil, mit welchem er Ende Saison auch den Sieg im Schweizer Cup feierte. Zugleich stiegen die Wiler auch in die Challenge League ab.
Auf die Saison 2006/07 hin wechselte Schönenberger zum FC Thun in die Super League. 2008 wurde er für eine halbe Saison an den SC Kriens ausgeliehen. Auf die Saison 2009/10 hin wechselte Mario Schönenberger wieder zurück zu seinem Stammverein, dem FC Wil, wo er bis 2012 spielte und auch als Teamcaptain agierte. Danach erfolgte der Wechsel zum Aufsteiger FC St. Gallen in die Super League, wo er vorwiegend als Einwechsel-Spieler zum Einsatz kam. Mit dem FCSG erreichte er den 3. Platz und die damit verbundene Qualifikation für die UEFA Europa League. 
In den Europa League Play Offs kam Schönenberger beim 4:2-Siege auswärts gegen Spartak Moskau zu seinem ersten Einsatz in der Saison 2013/14. In der Meisterschaft blieb er ohne Einsatz. Im Januar 2014 wechselte Schönenberger zum FC Wohlen. Ab Sommer 2015 spielte Schönenberger beim FC Gossau, anschliessend noch eine Saison beim FC Bütschwil nach der er seine aktive Karriere mit 30 Jahren beendete.